# Pseudococcus cimensis
Pseudococcus cimensis är en insektsart som beskrevs av Green 1924. Pseudococcus cimensis ingår i släktet Pseudococcus och familjen ullsköldlöss. Inga underarter finns listade i Catalogue of Life.